# Martwy klawisz
Dead key (pl. martwy klawisz) – klawisz, którego naciśnięcie nie wywołuje bezpośrednio żadnego efektu, ale zmienia znaki generowane przez naciśnięcie kolejnych klawiszy. 
Na standardowej klawiaturze takimi klawiszami są np. num lock i caps lock.
W Linuksie martwym klawiszem jest altGr w połączeniu z kilkoma klawiszami (trzeba wcisnąć dwa naraz żeby zmodyfikować działanie trzeciego) można uzyskać:
- AltGr + [ a następnie literę można uzyskać dwie kropki nad literą (jak w ö)
- AltGr + ] a następnie literę można uzyskać tyldę nad literą (jak w õ)
- AltGr + \ a następnie literę można uzyskać kreskę od lewej góry do prawego dołu nad literą (jak w ò)
- AltGr + ; a następnie literę można uzyskać kreska od lewego dołu do prawej góry nad literą (jak w ó)
- AltGr + ' a następnie literę można uzyskać daszek nad literą (jak w ô)
- AltGr + / a następnie literę można uzyskać kropka pod literą (jak w ọ)